# 7450 Shilling
7450 Shilling eller 1968 OZ är en asteroid i huvudbältet som upptäcktes den 24 juli 1968 av de båda sovjetiska astronomerna Jurij Beljaev och Gurij Pljugin på Cerro El Roble. Den är uppkallad efter den ryske ingenjören Paul Schilling von Cannstatt.
Asteroiden har en diameter på ungefär 14 kilometer.